# Confédération patronale
 (signalé en mai 2025).
Si vous disposez d'ouvrages ou d'articles de référence ou si vous connaissez des sites web de qualité traitant du thème abordé ici, merci de compléter l'article en donnant les références utiles à sa vérifiabilité et en les liant à la section « Notes et références ».
- Archive Wikiwix
- Bing
- Cairn
- DuckDuckGo
- E. Universalis
- Gallica
- Google
- G. Books
- G. News
- G. Scholar
- Persée
- Qwant
- (zh) Baidu
- (ru) Yandex
- (wd) trouver des œuvres sur Wikidata

Une confédération patronale est une organisation patronale.

## Canada
- Conseil du patronat du Québec (CPQ), la seule confédération patronale du Québec.

## Finlande
- Confédération des employeurs finlandais

## France
- Organisations patronales françaises
- Confédération des petites et moyennes entreprises
- Medef

## Maroc
- Confédération générale des entreprises du Maroc